# Natural Bridge (Aruba)
Koordinaten: 12° 32′ 28″ N, 69° 57′ 30″ W

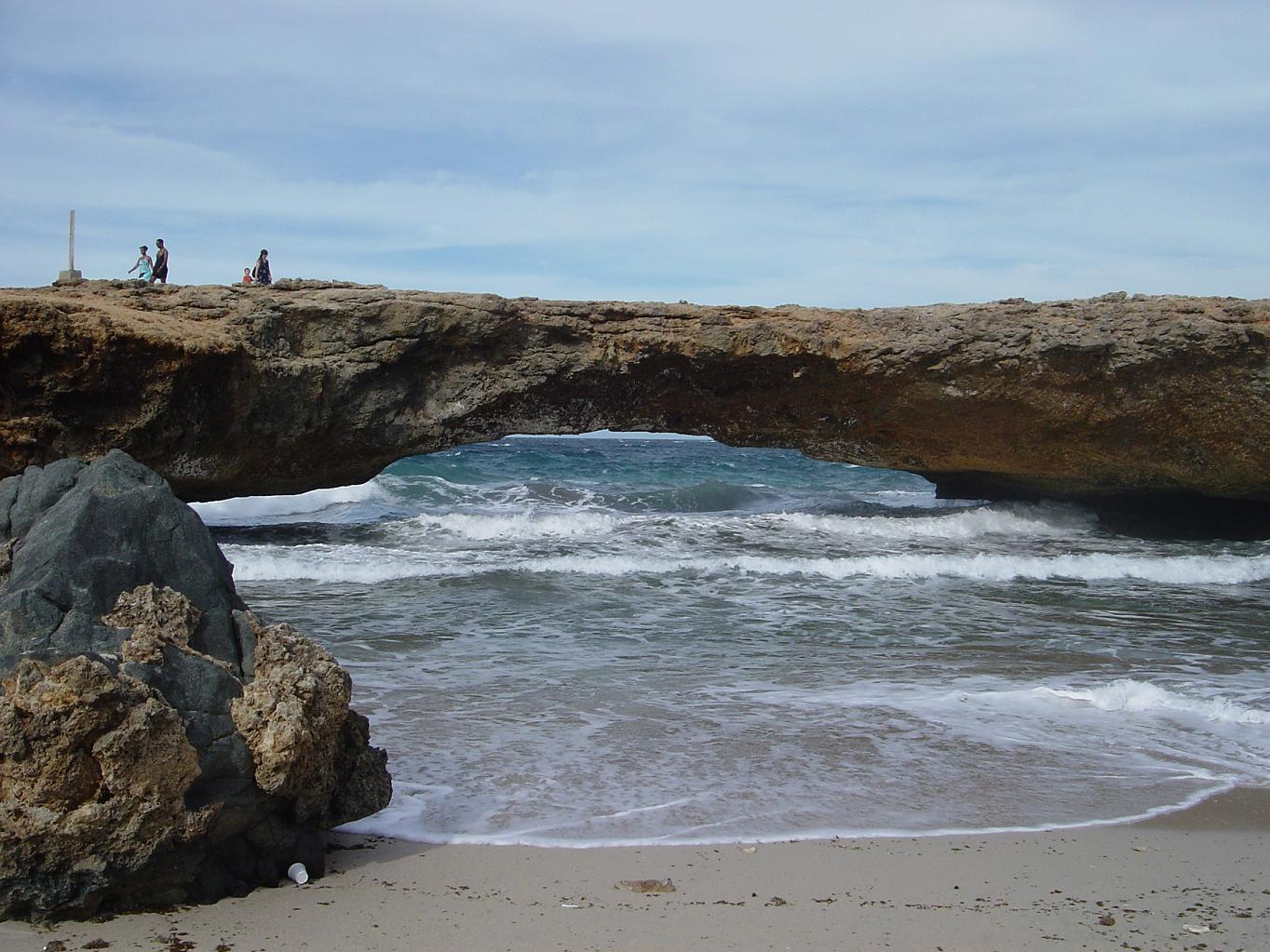
Vor dem Einsturz

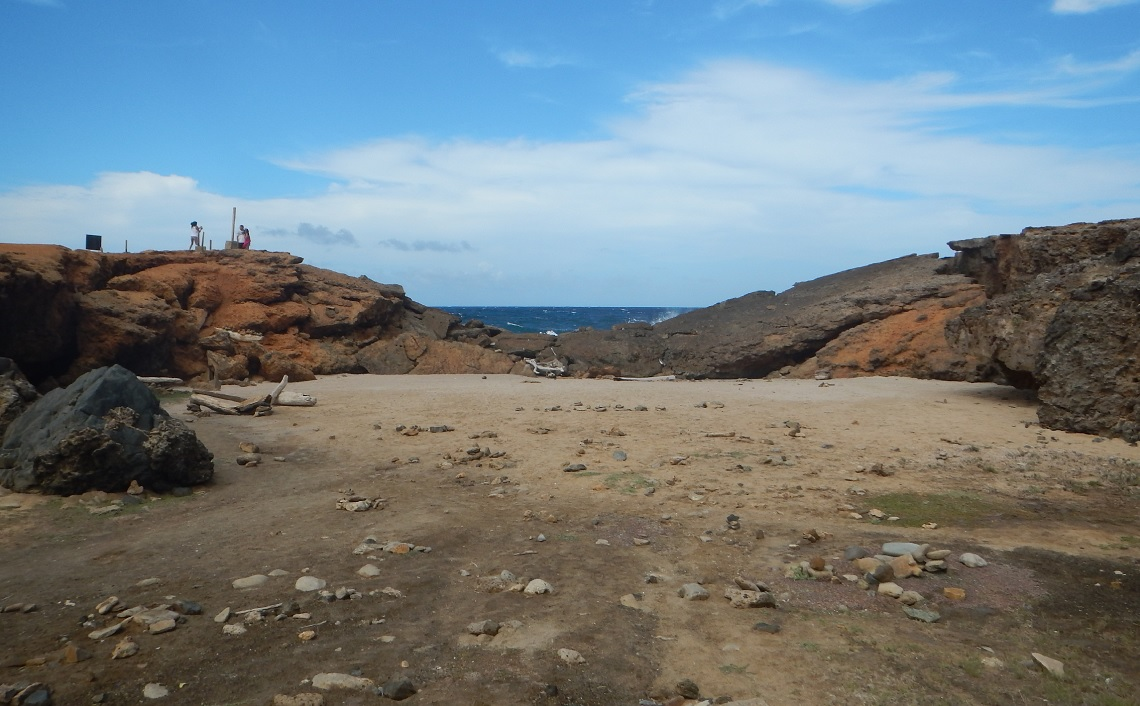
Die Bucht im Jahre 2013

Die Natural Bridge Aruba (niederländisch Natuurbrug Aruba) war eine der größten nicht von Menschenhand geschaffenen Brücken weltweit und eine besondere Sehenswürdigkeit auf der Insel Aruba.

## Beschreibung
Die Brücke entstand durch Auswaschungen von Korallenkalkstein, die die Meeresbrandung im Laufe der Jahrhunderte in der Andicuri-Bucht auf der Nordostseite der Insel in den Stein erodiert hatte. Mit einer Gesamtlänge von 30 Metern war es die größte natürliche Bogenbrücke dieser Art in der Karibik. Die höchste Stelle betrug rund 7,6 Meter über dem Meeresspiegel. Sie konnte auch mit Fahrzeugen befahren werden.
In der Morgendämmerung am Freitag, den 5. September 2005 brach die unter Naturdenkmalschutz stehende Brücke in sich zusammen, nachdem sich bereits Monate zuvor einige kleine Risse gezeigt hatten.
Die Brücke war ein viel besuchter Ausflugsort der Touristen und ein beliebter Picknick- und Badeplatz der einheimischen Bevölkerung. Eine wesentlich kleinere Brücke befindet sich direkt neben dem zusammengebrochenen Wahrzeichen der Insel.